# Pfarrkirche Treubach

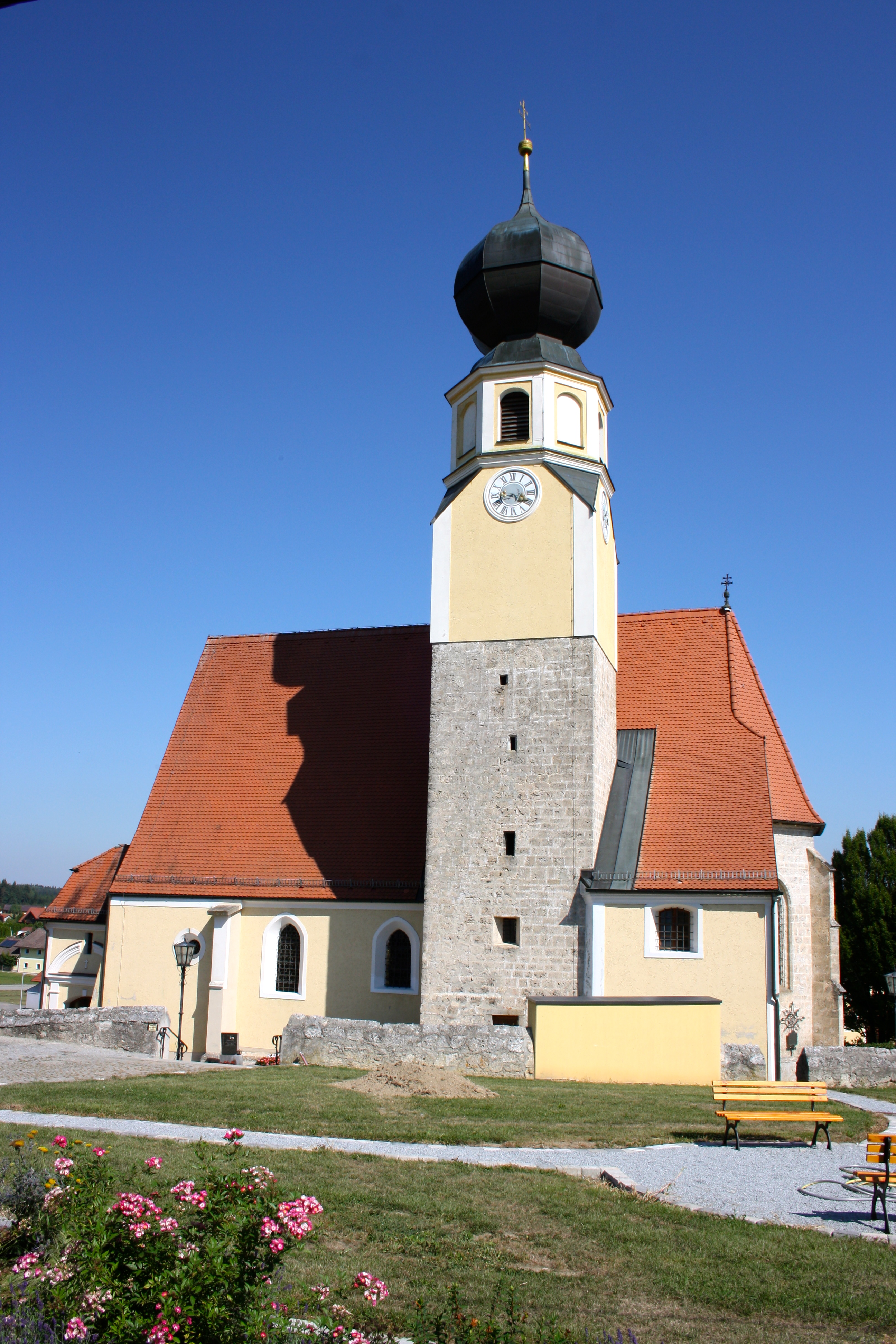
Kath. Pfarrkirche Mariä Geburt in Treubach

Die römisch-katholische Pfarrkirche Treubach steht im Ort Treubach in der Gemeinde Treubach im Bezirk Braunau am Inn in Oberösterreich. Die auf Mariä Geburt geweihte Kirche gehört zum Dekanat Altheim-Aspach in der Diözese Linz. Die Kirche und der Friedhof stehen unter Denkmalschutz.

## Geschichte
Eine Kirche wurde urkundlich um 800 genannt. Der gotische Kirchenbau wurde barockisiert.

## Architektur
An das einschiffige dreijochige Langhaus mit halb eingezogenen Strebepfeilern schließt ein eingezogener zweijochiger Chor mit einem Dreiachtelschluss an. Die gotischen Rippen wurden entfernt und die Gewölbe mit Gitter- und Bandwerkstuck von Johann Michael Vierthaler überzogen (1729). Die Fresken wurden im Anfang des 20. Jahrhunderts vom Maler Johann Georg Reischl übermalt. Der Turm im südlichen Chorwinkel hat eine achtseitige Glockenstube aus 1729 und trägt einen Zwiebelhelm.

## Ausstattung
Der Hochaltar wurde aus älteren Teilen zusammengesetzt. Die Seitenaltäre und die Kanzel entstanden um 1729. Die Seitenaltarbilder hl. Michael und hl. Sebastian malte Johann Maisthuber.
Es gibt eine Glocke aus 1525.